# Château de Mauvières
Le château de Mauvières est un château situé sur la commune de Saint-Forget, dans le département des Yvelines. Ce bâtiment fait l’objet d’une inscription au titre des monuments historiques depuis le 24 janvier 1968.
L'Yvette passe dans le parc du château.

## Historique
Le château a été construit sur les restes de la modeste demeure de la famille des Cyrano de Bergerac

## Télévision
Ce château a servi de lieu de tournage de la série télévisée Châteauvallon de 1983 à 1984.
En 2008, un épisode de Chez Maupassant, L'ami Joseph y a été tourné avec Régis Laspales et Evelyne Bouix. 

## Sources
http://www.mauvieres.com/index.php